# مهمانی دوشیزه

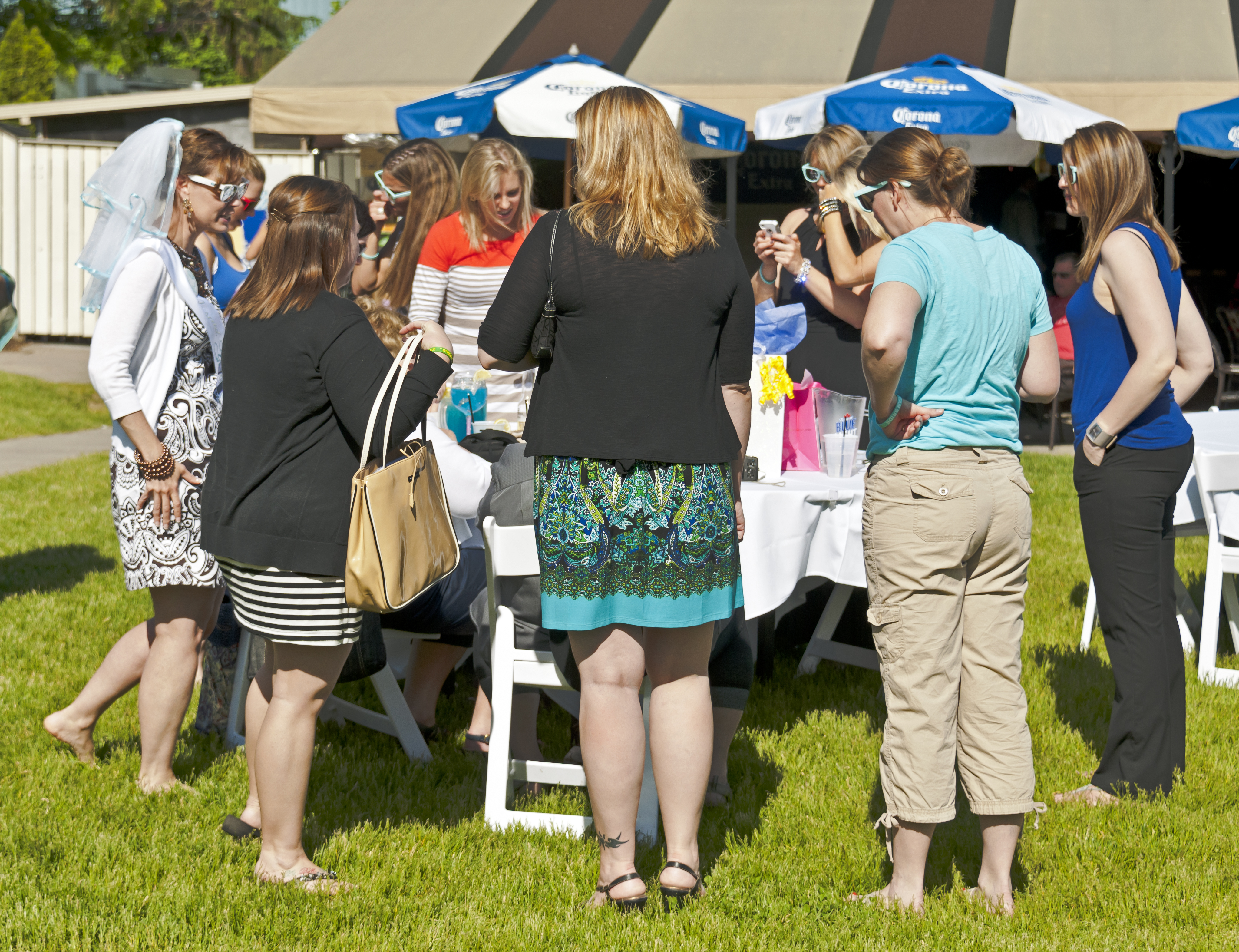
یک مهمانی دوشیزه در آمریکا

مهمانی دوشیزه، مهمانی مجردی (Bachelorette party) یا شب زنانه (hen night) جشنی است که توسط یا برای زنی که به زودی ازدواج می‌کند برگزار می‌شود. علی‌رغم شهرت آن به عنوان «وداع غم‌انگیز با روزهای مجردی» یا «عصر فسق»، این مراسم می‌تواند صرفاً مهمانی‌هایی باشد که به افتخار عروس آینده برگزار می‌شود.
مهمانی مجردی معمولاً توسط دوست یا خواهر عروس برنامه‌ریزی می‌شود یا گاه یک شرکت برنامه‌ریزی مهمانی مجردی آن را به عهده می‌گیرد. رویدادی معادل برای داماد آینده به عنوان مهمانی مجردی (Bachelor party) یا شب مردانه برگزار می‌شود.

## محل
بسیاری از مهمانی‌های مجردی در خانه یا در یک رستوران نزدیک برگزار می‌شود. برخی افراد یک مهمانی مجردی را به یک سفر آخر هفته به شهر دیگری تبدیل می‌کنند. برخی از شهرها، مانند آستین برای مردم در جنوب غربی ایالات متحده و نشویل برای مردم در شمال غرب میانه، در میان مهمانی‌های عروس آمریکایی که به دنبال مقصد آخر هفته هستند، نسبتاً محبوب هستند و می‌توانند بعضاً هزینه‌های بالایی داشته باشند. افراد دیگر به شهرهای دورتری مانند لاس وگاس سفر می‌کنند. در بریتانیا، مهمانی‌ها در مقاصد نسبتاً ارزان اروپایی مانند لتونی و جزایر قناری محبوب هستند.